# Epithelantha micromeris
Epithelanha micromeris
Espèce
Epithelantha micromeris est une espèce de plantes à fleurs du genre Epithelantha et de la famille des Cactaceae.

## Description
- L'espèce est solitaire et cespiteuse, la tige aux dimensions de 1 à 4 cm de diamètre parfois plus, est recouverte d'épines fines et blanches.
- Les fleurs sont roses, discrètes et apparaissant à l'apex, elles sont autofertiles.
- Les fruits sont rouges à maturité (0,5 à 2 cm de long) et contiennent des graines noires en petit nombre.

## Répartition
États-Unis: Arizona (Santa Cruz, Comté de Cochise), Nouveau-Mexique (Hidalgo, Sandoval Co, De La Sierra), Ouest du Texas.

Mexique: Nord de Chihuahua.

### Habitat
Dans les semi-désert, parmi les roches calcaires.

## Culture
Les Epithelantha ont une croissance lente, elle supporte, au sec, des températures allant jusqu'à −10 °C.
Le substrat doit être minéral et calcaire de préférence et l'exposition est le plein soleil (après acclimatation).

## Étymologie
- Epithelantha tient son nom du grec, signifiant "fleur (anthos), au-dessus (epi), du tubercule (thele)", faisant référence  à la position de la fleur près de l'apex du tubercule.
- Micromeris "petit (micro) et partie (meris)" en rapport avec la petite taille de la plante.

## Liste des sous-espèces
- Epithelantha micromeris subsp. greggii
- Epithelantha micromeris subsp. micromeris
- Epithelantha micromeris subsp. pachyrhiza
- Epithelantha micromeris subsp. polycephala
- Epithelantha micromeris subsp. unguispina